# Людмила Мікаель
Людмила Мікаель (фр. Ludmila Mikaël; *27 квітня 1947, Буа́-Кольо́мб) — французька акторка театру і кіно. Дочка французького художника українського походження Петра Дмитрієнка (фр. Pierre Dmitrienko) та піаністки Ліліани Кароль. Мікаель була найкращою ученицею Луї Сеньє (фр. Louis Seigner) у паризькій Вищій національній консерваторії драматичного мистецтва.

## Життєпис
Людмила Мікаель навчалася у Національної консерваторії драматичного мистецтва, клас Луї Сеньє, де вона отримала: 1-е місце за роль Грушеньки в «Братах Карамазових» Достоєвського, 2-е місце за роль Герміони в трагедії «Андромаха» Жана Расіна, 2-е місце за роль Каміли у класичній комедії «Не жартуйте з любов'ю» Альфреда де Мюссе.
Справжнім дебютом у кіноіндустрії для Людмили Мікаель стала роль Франсуази у фільмі 1968 року «Хлопчики і дівчатка» бельгійського режисера Етьєна Пер'є (Étienne Périer), де грали також Ніколь Гарсія та Марк Порель.
Наступні ролі у фільмах «Королівське полювання» (La Chasse royale, 1969) Франсуа Летерьє та «Венсан, Франсуа, Поль та інші» (Vincent, François, Paul… et les autres, 1974) Клода Соте принесли їй популярність. У 1992 році вона виграла Премію Мольєра (Molière de la comédienne) за найкращу жіночу роль у п'єсі (Célimène et le Cardinal).

## Особисте життя
Людмила Мікаель була одружена з відомим театральним режисером Террі Гендсом (Terry Hands), який багато років очолював (Royal Shakespeare Company), і часто була зайнята в його постановках. Від цього шлюбу в неї є дочка Марина Гендс (нар. 1977), також відома акторка театру і кіно, лауреат премії «Сезар» («Леді Чаттерлей», 2007).

## Фільмографія
- 1965: Лісоруби, Робер Енріко — офіціантка бістро
- 1967: Le Saut de Christian, Крістіан де Шалонж — Домінік
- 1968: Des garçons et des filles, Етьєн Пер'є — Франсуаза
- 1968: Le Sergent (The Sergeant), Джон Флін — Соланж
- 1969: La Chasse royale, Франсуа Летер'є — Олена
- 1972: Горацій, Олів'є Рікард
- 1974: Un homme qui dort, de Bernard Queysanne — Оповідач (голос за кадром)
- 1974: Vincent, François, Paul et les autres, Клод Соте  — Марія
- 1982: Le Bourgeois gentilhomme, de Roger Coggio — Дорімена
- 1989: Біле весілля, Жан-Клод Бріссо — Катерина Хайно
- 1989: Natalia, de Bernard Cohn — Катерина
- 1991: Aqui d'el rei!, d'Antonio-Pedro Vasconcelos — Маріана
- 1991: Дьєнб'єнфу, П'єр Шендерфер — Беатриса Вернье
- 1992: Vagabond, d'Ann Le Monnier — Марія
- 1992: Les Eaux dormantes, de Jacques Tréfouël — Ева
- 1993: Mauvais garçon, de Jacques Bral — Барбара
- 1993: À cause d'elle, de Jean-Loup Hubert — Агнес Маршан
- 1993: Coup de jeune, de Xavier Gélin — Анна-Крістін
- 1993: Вітер зі сходу, Робер Енріко — Капітан Барінкова
- 1993: Архіпелаг, П'єр Граньє-Дефер — Міс Елліот
- 1995: Маленький хлопчик, П'єр Граньє-Дефер — Пані Руссель
- 2001: 15 серпня, de Patrick Alessandrin — Луїза Абель
- 2001: Мистецтво зваблювання, Рішар Беррі de Richard Berry — Аліса
- 2002: Bord de mer, de Julie Lopes-Curval — Анна
- 2003: Le Tango des Rashevski, de Sam Garbarski — Ізабель
- 2003: Серця чоловіків, de Marc Esposito — Франсуаза
- 2004: Aux abois, de Philippe Collin — Сімона
- 2004: Pourquoi (pas) le Brésil, de Laetitia Masson — Дуже гарна
- 2007: Слухай мене, Аланте Каваїте — мати Шарлотти
- 2007: Серця чоловіків 2, Марк Еспозіто — Франсуаза
- 2009: L'Enfance du mal, d'Olivier Coussemacq — Наталі ван Ейк
- 2010: Avant l'aube, de Raphaël Jacoulot — Мішель Куврер
- 2012: Climats — Les Orages de la passion (TV), de Caroline Huppert — тітка Кора